# Saint-Lary-Boujean
Saint-Lary-Boujean är en kommun i departementet Haute-Garonne i regionen Occitanien i södra Frankrike. Kommunen ligger i kantonen Boulogne-sur-Gesse som tillhör arrondissementet Saint-Gaudens. År 2022 hade Saint-Lary-Boujean 127 invånare.

## Befolkningsutveckling
Antalet invånare i kommunen Saint-Lary-Boujean
Referens:INSEE